# Klewno (województwo warmińsko-mazurskie)
Klewno (do 1945 r. niem. Klawsdorf) – wieś w Polsce położona w województwie warmińsko-mazurskim, w powiecie kętrzyńskim, w gminie Reszel. Do 1954 roku siedziba gminy Klewno. W latach 1975–1998 miejscowość administracyjnie należała do województwa olsztyńskiego. Wieś położona jest na Warmii, pierwotnie była na terenie komornictwa zarządzanego przez burgrabiów reszelskich, później na obszarze powiatu reszelskiego, powiatu biskupieckiego i kętrzyńskiego.
Na zachód od wsi rozciągało się podłużne jezioro, zaznaczone na XVIII w. mapie. Miejsce po dawnym jeziorze nosi nazwę Reszelskie Łąki (do 1945 r. niem. Rösseler Oberteich). Woda wypływająca z tego jeziora do Sajny napędzała młyn i folusz. Wieś położona jest tuż przy Reszlu, na północny wschód od tego miasta. Pola wsi od miasta oddzielone były linią kolejową biegnącą od Kętrzyna, przez Reszel, Sątopy-Samulewo, Bisztynek do Lidzbarka, a rozebraną przez Armię Czerwoną w 1945 r. W Klewnie funkcjonuje gospodarstwo agroturystyczne, które z racji hodowli kóz nazywane jest „Kozią Górką”. W budynku mieszkalnym tego gospodarstwa jedno z pomieszczeń było kaplicą pallotynów.

## Historia
Wieś w XVIII w. nosiła nazwę Clausdorf, od XIX w. Klawsdorf. W nazwie tej tkwi rdzeń pruski nazwy odosobowej Clawke, lub Klawke. Powstała na dawnym polu osadniczym Prusów, zwanym Lauchogede.
Klewno to najstarsza wieś w pobliżu Reszla. Zasadźcami wsi na polu Lauchogede byli dwaj Prusowie: Klausio i Susik. Zgodnie z aktem lokacyjnym Klewna z 1 listopada 1366 zobowiązani oni byli do obsadzenia 60 włók przez okres pół roku osadnikami, pod rygorem utraty praw lennych. Osadnicy otrzymali dziesięcioletni okres wolnizny. Wieś w znacznej części została zniszczona w czasie wojny polsko-krzyżackiej 1519-1521. Zniszczenie przedmieść Reszla, w tym i pobliskiej wsi miało miejsce 23 sierpnia 1520 r. Po wojnie leżało odłogiem w Klewnie 29 włók, z których sześć obsadzono do 1533, a pozostałe do 1586 roku.
W roku 1611 biskup warmiński Piotr Tylicki przekazał szlachcicowi Mateuszowi Pakuszowi ze Smolajn oraz jego małżonce jedną morgę ziemi z przeznaczeniem na budowę karczmy. Pakosz dożywotnio został zwolniony z czynszów i powinności jakie ciążyły na karczmarzach. W roku 1783 w Klewnie było 35 domów, a w 1820 było ich 44 i mieszkały tu 274 osoby. Właścicielem majątku ziemskiego w 1847 był tu Aleksander Droz. W 1848 we wsi było 521 mieszkańców.
Szkoła w Klewnie w 1935 roku miała dwóch nauczycieli i 118 uczniów. W 1933 r. we wsi było 842 mieszkańców, a w 1939 – 892.
17 lipca 1945 w Klewnie powstała gmina wiejska, której siedzibę jeszcze w tym roku przeniesiono do Reszla. Wójtem był wówczas Aleksander Karpowicz. Gmina miała powierzchnię 10940 ha, na jej obszarze mieszkało 2010 osób i było 11 sołectw. Klewno było też siedzibą gromady, którą zlikwidowano 1 stycznia 1955. Klewno stało się wsią sołecką.
W 1976 w Klewnie funkcjonowała czteroklasowa szkoła i świetlica wiejska.